# Veronica Kristiansen
Veronica Egebakken Kristiansen (nascuda el 10 de juliol de 1990) és una jugadora d'handbol noruega del Győri ETO KC i de la selecció noruega.
Va debutar amb l'equip de Noruega el 2013.
És la germana gran de la jugadora d'handbol Jeanett Kristiansen i la germana petita de la jugadora d'handbol Charlotte Kristiansen.

## Palmarès

### Internacional
- Jocs Olímpics :
  - Medalla de bronze: 2016, 2020
- Campionat del Món:
  - Guanyadora: 2015, 2021
  - Medalla de plata: 2017
- Campionat d'Europa:
  - Guanyadora: 2014, 2016, 2020
- Campionat del món júnior:
  - Guanyadora: 2010
- Campionat d'Europa júnior:
  - Guanyadora: 2009

### Europeu
- Lliga de Campions EHF:
  - Guanyadora: 2019
  - Finalista: 2022
  - Medalla de bronze: 2021

### Domèstic
- Lliga noruega :
  - Plata : 2014/2015
- Copa de Noruega :
  - Plata: 2010
- Campionat de Dinamarca :
  - Plata : 2015/2016
  - Bronze : 2016/2017
- Copa Danesa :
  - Guanyadora: 2015
  - Finalista : 2016
- Campionat d'Hongria
  - Guanyadora: 2019, 2022
- Copa d'Hongria :
  - Guanyadora: 2019, 2021

## Premis individuals
- Extrem esquerra All-Star de la Postenligaen: 2013/2014
- Defensa central All-Star de la Damehåndboldligaen : 2017/2018
- Millor jugador de la Damehåndboldligaen : 2017/2018
- Defensa central All-Star de la Lliga de Campions EHF : 2018